# مغز غده فوق کلیوی
مغز غده فوق کلیوی (لاتین: medulla glandulae suprarenalis) نام بخشی از غده فوق کلیوی است. محل آن در مرکز غده قرار دارد و قشر فوق کلیوی آن را احاطه کرده‌است. مغز غده فوق کلیوی درونی‌ترین بخش از غده فوق کلیوی است.
مغز غده فوق کلیوی حاوی یاخته‌هایی است که در پاسخ به تحریک نورون‌های پیشاگانگلیونی سمپاتیک، اپی‌نفرین (آدرنالین)، نوراپی‌نفرین (نورآدرنالین) و مقادیر کمی دوپامین ترشح می‌کنند.